# Pterorhopalus
Pterorhopalus is een geslacht van kevers uit de familie van de loopkevers (Carabidae). De wetenschappelijke naam van het geslacht is voor het eerst geldig gepubliceerd in 2011 door Maruyama.

## Soorten
Het geslacht Pterorhopalus is monotypisch en omvat slechts de volgende soort:
- Pterorhopalus mizotai Maruyama, 2011